# ヴィッラ・サンタ・マリーア
ヴィッラ・サンタ・マリーア（イタリア語: Villa Santa Maria）は、イタリア共和国アブルッツォ州キエーティ県にある、人口約1,300人の基礎自治体（コムーネ）。

## 地理

### 位置・広がり

#### 隣接コムーネ
隣接するコムーネは以下の通り。
- アテッサ
- ボンバ
- ボッレッロ
- コッレディメッツォ
- ファッロ
- モンテベッロ・スル・サングロ
- モンテフェッランテ
- モンテラピアーノ
- ペンナドーモ
- ピエトラフェッラッツァーナ
- ローイオ・デル・サングロ
- ロゼッロ

## 行政

### 分離集落
ヴィッラ・サンタ・マリーアには、以下の分離集落（フラツィオーネ）がある。
- Montebello, Villa Santa Maria Stazione, I Pagliai, Contrada Madonna in Basilica